# Rakowo (jezioro)
Rakowo, Rakowe Jezioro (niem. Raakow See) – jezioro rynnowe w Polsce, położone w województwie zachodniopomorskim, w powiecie choszczeńskim, w gminie Krzęcin.
Akwen leży na Pojezierzu Choszczeńskim, około 600 metrów na południe od miejscowości Rakowo.